# Fiona Glascott
Fiona Glascott, née le 22 novembre 1982 à Waterford, est une actrice irlandaise.
Elle a été nommée pour le Irish Film and Television Award de la meilleure actrice dans un second rôle pour son interprétation dans Goldfish Memory en 2003.

## Biographie
Fiona Glascott grandit à Carrick-on-Suir, dans le comté de Tipperary. Elle apparaît dans plusieurs pièces aux théâtres du West End,,, ainsi qu'à Dublin.

## Filmographie

### Cinéma

#### Longs métrages
- 1998 : This Is My Father : Nuala
- 1998 : Crush Proof : Aisling
- 1998 : Pete's Meteor : Mary
- 2002 : Resident Evil : Ms. Gold
- 2003 : Goldfish Memory : Isolde
- 2003 : Veronica Guerin : La fiancée de Meehan
- 2005 : Within : Christina
- 2008 : Le Deal : Fiona Hicks
- 2009 : Le Duel : Nadia
- 2011 : Apartment 143 (Emergo) : Ellen Keegan
- 2013 : Controra : Megan
- 2014 : La légende de Longwood : Caitlin Lemon
- 2015 : Brooklyn : Rose Lacey
- 2018 : Les Animaux fantastiques : Les Crimes de Grindelwald : Minerva McGonagall[5]
- 2019 : Supervized : Alicia
- 2019 : A Serial Killer's Guide to Life : Sharon Deliver-Brant
- 2021 : The Martini Shot : Mary
- 2022 : Les Animaux fantastiques : Les Secrets de Dumbledore : Minerva McGonagall[5]

#### Courts métrages
- 2000 : Fatboy and Twintub
- 2012 : Bird in a Box
- 2018 : Secret Child : The Bridge : Cathleen

### Télévision
- 1998 : Ballykissangel (saison 4, épisode 10)
- 1999 : Le frère irlandais
- 2002 : La splendeur des Amberson
- 2002 : The Bill (saison 18) : Lucy Corrigan
- 2002 : Any Time Now (saison 1) : Angie
- 2002-2003 : Bachelors Walk (saison 2) : Rachel Fehily
- 2004 : Judas : Claudia Procles
- 2004 : À découvert : Clare Woodward
- 2004 : Omagh : Cathy Gallagher
- 2004 : The Long Firm (saison 1, épisode 4) : Janine
- 2005 : Ash and Scribbs (saison 2, épisode 3) : Nuala Goodman
- 2005 : Jericho S1E1 : Mary
- 2005 : Hercule Poirot (saison 10, épisode 3) : Rosamund
- 2005 : Casualty (saison 20, épisode 17) : Tara Doyle
- 2005 : Holby City (saison 8, épisode 11) : Tara Doyle
- 2006 : Bachelors Walk : Rachel Fehily
- 2007 : Instinct : D.C. Ali Peters
- 2007 : Little Devil (saison 1) : Stephanie
- 2008 : Foyle's War (saison 5, épisode 1) : Jane Hudson
- 2008 : Clone : Rose Bourne
- 2009 : The Courageous Heart of Irena Sendler : Maria
- 2010 : Inspecteur Frost : Jenny Mallinger
- 2010 : Playhouse : Live (saison 1, épisode 5)
- 2010 : MI-5 : Danielle Ortiz
- 2011 : Inspecteur Barnaby : Sister Catherine
- 2011 : Meurtres au paradis : Georgie Westcott
- 2014 : The Musketeers : Flea
- 2015-2016 : Indian Summers : Sarah Raworth
- 2011-2017 : Episodes : Diane
- 2022 : Julia (2022 TV series) : Judith Jones